# Wallsend
Wallsend är den administrativa huvudorten i distriktet North Tyneside, Storbritannien. Den ligger i grevskapet Tyne and Wear och riksdelen England, i den centrala delen av landet, 400 km norr om huvudstaden London. Wallsend ligger 30 meter över havet och antalet invånare är 42 739.
Terrängen runt Wallsend är platt. Runt Wallsend är det mycket tätbefolkat, med 2 181 invånare per kvadratkilometer. Närmaste större samhälle är Newcastle upon Tyne, 5,5 km väster om Wallsend. Runt Wallsend är det i huvudsak tätbebyggt.